# Chiesa della Maina
La chiesa della Maina, meno conosciuta come Madonna delle Gee, si trova a Vallinfante, in provincia di Macerata, nel comune di Castelsantangelo sul Nera.
È posizionata al termine del paese.

## Etimologia del nome
La parola Maina viene dal latino imago, -is, infatti al suo interno è custodita un'icona della Madonna. Quanto al nome Madonna delle Gee viene dal tedesco Gebirge, montagna.

## Storia
Non si conosce l'esatta data della sua costruzione, ma è legata ad una leggenda locale: la chiesa sorgerebbe infatti nel luogo in cui un bambino, minacciato da una piena, fu salvato miracolosamente da un orso, che lo portò al sicuro in una grotta.

## Descrizione
La chiesa è costituita da un ambiente quadrangolare, a navata unica. All'interno è presente un'immagine della Madonna, molto importante per la popolazione locale.

## Altro
Secondo una recente interpretazione l'edificio potrebbe far parte, insieme alla Cona di un gruppo di sette o nove chiese la cui disposizione disegnerebbe sulla terra la costellazione della Vergine.